# Heteromeringia lyneborgi
Heteromeringia lyneborgi är en tvåvingeart som beskrevs av Mitsuhiro Sasakawa 1966. Heteromeringia lyneborgi ingår i släktet Heteromeringia och familjen träflugor. Inga underarter finns listade i Catalogue of Life.